# Hannes Lintl
Hannes Lintl (Vienna, 2 luglio 1924 – 13 giugno 2003) è stato un architetto austriaco.
È conosciuto per aver progettato la Donauturm (torre sul Danubio, 1964), parte dell'orizzonte viennese, una popolare torre panoramica ed attrazione turistica.

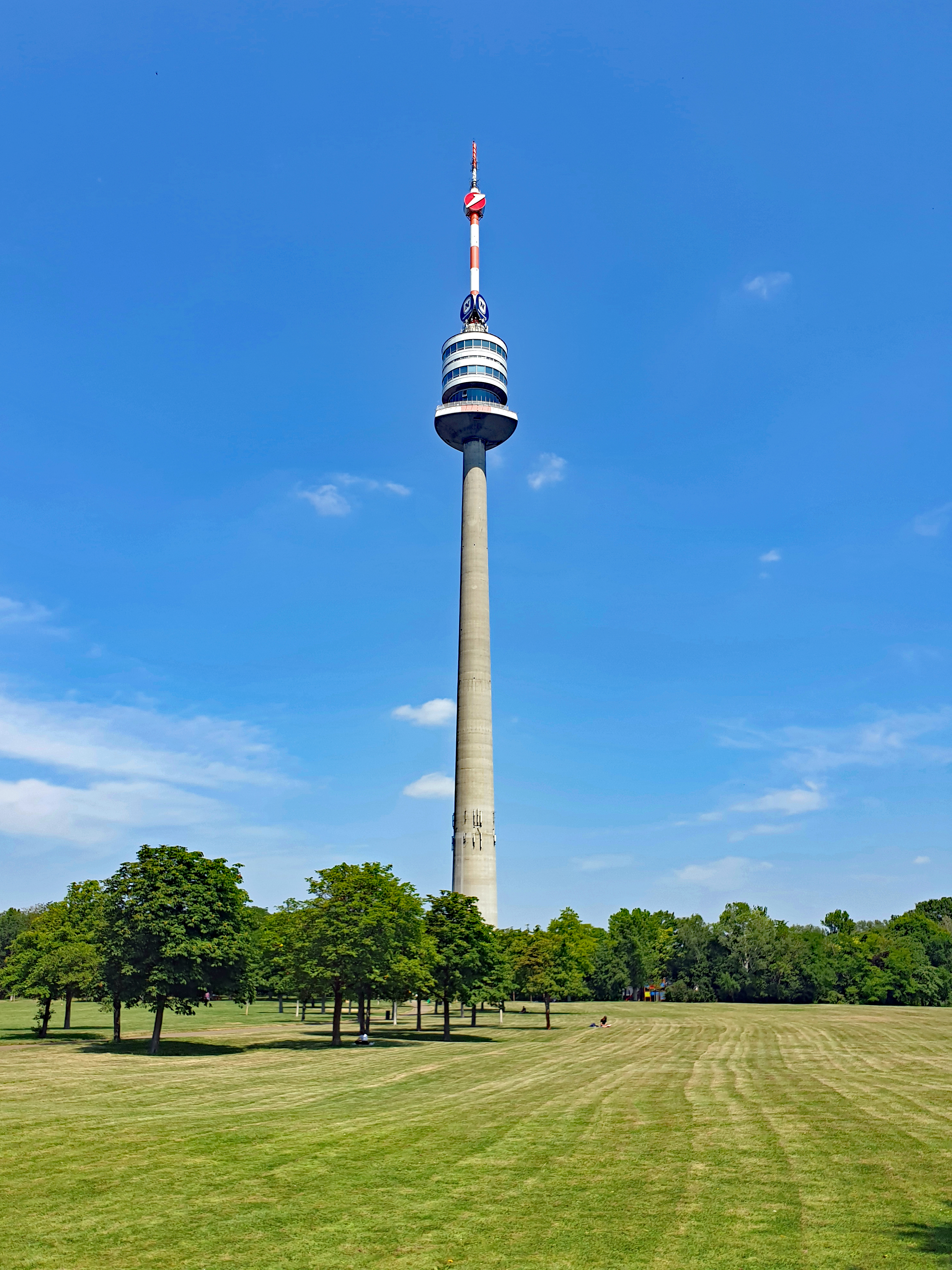
La Donauturm